# Petroglifi di Pusharo
I petroglifi di Pusharo sono segni incisi nella roccia, situati all'interno del parco nazionale di Manu (Perù). Sono considerati dagli esperti come i più importanti dell'Amazzonia.

## Ubicazione
Si trovano presso il Rio Shinkibeni, un affluente del Palotoa, che a sua volta si getta nel Madre de Dios (fiume) poco a valle del villaggio di Lactapampa Palotoa.
La parete principale dove vi sono i petroglifi è lunga circa 15 metri e alta 4. Nelle vicinanze vi sono altre 2 pareti di roccia dove sono stati trovati altri petroglifi.

## Aspetti storici
I petroglifi di Pusharo sono stati scoperti nel 1921 dal padre Vicente de Cenitagoya che li ha interpretati come lettere gotiche. Successivamente sono stati studiati da altri ricercatori ed archeologi, come il peruviano Carlos Neuenschwander Landa lo statunitense Gregory Deyermenjian e l'austriaco Rainer Hostnig. Secondo l'interpretazione dei più accreditati studiosi i petroglifi di Pusharo hanno origine amazzonica. È possibile che alcuni simboli siano stati scolpiti sotto l'influenza della Ayahuasca.